# Melanochlamys handrecki
Melanochlamys handrecki is een slakkensoort uit de familie van de Aglajidae. De wetenschappelijke naam van de soort is voor het eerst geldig gepubliceerd in 2010 door Burn.